# セントレア大橋
セントレア大橋（セントレアおおはし）は、愛知県常滑市にある中部国際空港（空港島）と空港対岸部の中部臨空都市（前島）を結ぶ橋長1,414mの道路橋（海上橋）。空港島への陸上アクセスをこの道路橋と隣接する鉄道橋の中部国際空港連絡鉄道橋と共に担う。

## 概要
上部工は、標準支間長を100mとする連続鋼床版箱桁橋を採用。中部国際空港建設のための仮設用道路（2車線）としての早期供用を行うため、架設期間が短縮可能な上下線分離構造（並列橋）が選択されている。上部工の架設は、1径間毎のFC船による大ブロック一括架設工法を採用。下部工は、RC張出し式橋脚を採用。本橋の架橋地点の地盤は、前島側が「種であり、空港島側が」種地盤である。セントレア大橋は、中部国際空港を擁する空港島との交通機能だけでなく、電力・通信・上下水道・ガスなどのライフライン供給という機能も有する。
- 種別：鋼道路橋
- 形式：連続鋼床版箱桁
- 橋長：1,414m
- 最大支間：109m
- 設計荷重：B活荷重（道示：1996年（平成8年））
- 事業主体：愛知県道路公社
- 完成年度：2005年（平成17年）

## 通行料金・運賃

### 自動車専用道路
橋梁の前後区間を含むりんくうIC - セントレア東IC間の自動車専用道路名は、中部国際空港連絡道路（ちゅうぶこくさいくうこうれんらくどうろ）である。全区間が愛知道路コンセッションの管理区間。愛知県道522号中部国際空港線の一部でもある。

### 通行料金
下表は基本料金（中部国際空港連絡道路：りんくうIC - セントレア東IC間）である。
2016年（平成28年）10月1日より、道路管理者の変更に伴い通行料金が値下げされた。
| 車種 | 軽自動車等 | 普通車 | 中型車 | 大型車 | 特大車 |
| ---- | ---------- | ------ | ------ | ------ | ------ |
| 料金 | 150円      | 180円  | 210円  | 310円  | 490円  |